# Tachycineta leucorrhoa
Tachycineta leucorrhoa е вид птица от семейство Лястовицови (Hirundinidae).

## Разпространение
Видът е разпространен в Аржентина, Боливия, Бразилия, Парагвай, Перу и Уругвай.